# Septembre 1773

## Événements

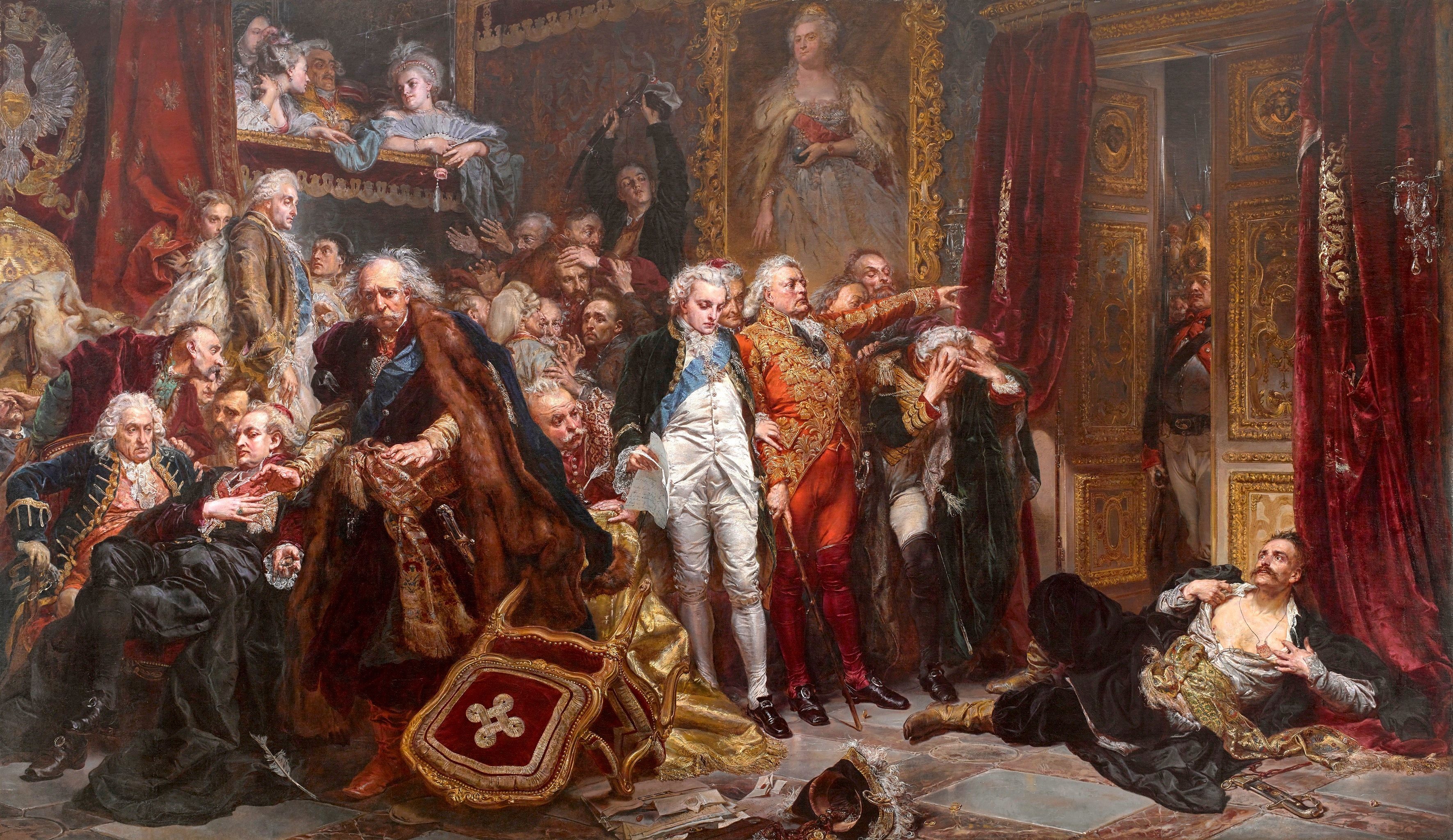
La chûte de la Pologne, toile de Jan Matejko. tente d'empêcher la légalisation de la première partition

- 17 septembre : le chef Cosaque Pougatchev (1742-1775) se proclame tsar sous le nom de Pierre III et promet aux paysans l’abolition du servage[1]. Début de la Guerre des Paysans russes.

- 19 - 20 septembre : révolte populaire à Palerme. Menacé, le vice-roi Fogliani quitte la ville[2]. Ferdinand IV de Naples confie aux corporations (maestranze) le maintien de l’ordre public à Palerme. Un gouvernement provisoire est institué sous la présidence de l'archevêque Serafino Filangieri[3].

- 30 septembre : la Diète de Pologne ratifie le traité de Saint-Pétersbourg de 1772[4] sous la menace de nouvelles amputations.

## Naissances
- 2 septembre : Louis de Ghaisne, comte de Bourmont, maréchal de France, ministres de la guerre († 1846).
- 12 septembre : Gustave Maximilien Juste de Croÿ-Solre, cardinal français, archevêque de Rouen († 1er janvier 1844).
- 25 septembre : Agostino Bassi (mort en 1856), biologiste italien.

## Décès
- 23 septembre : Johan Ernst Gunnerus, homme d’Église et naturaliste norvégien (° 1718).